# Sac pollinique

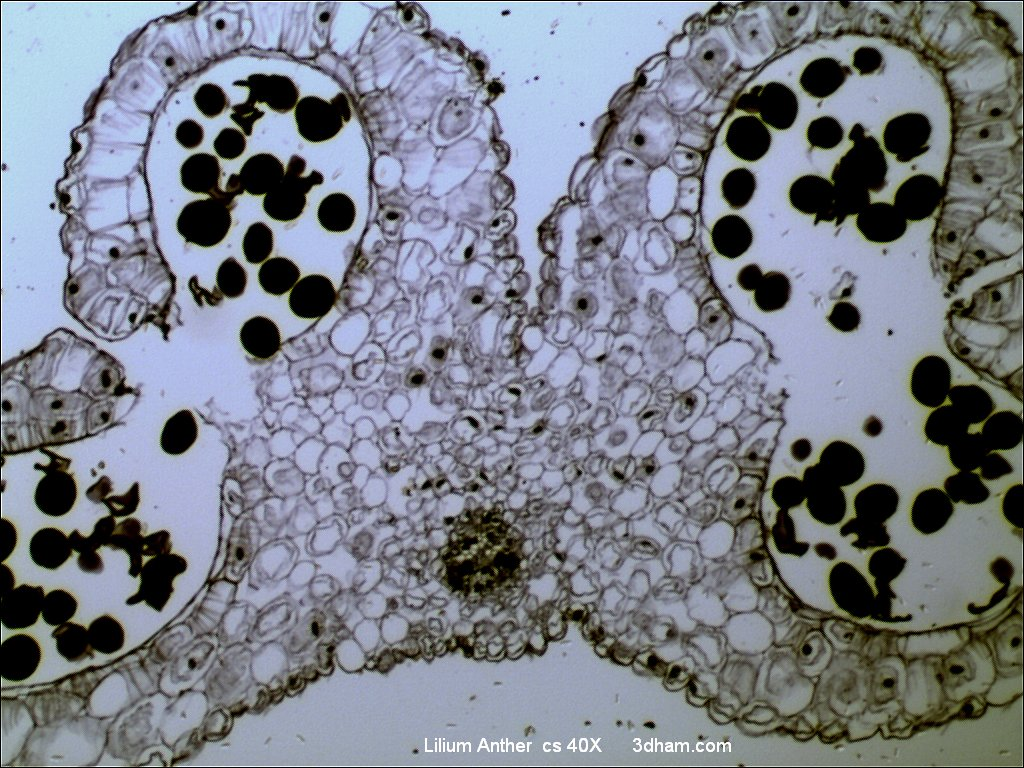
Dans une anthère mature, les quatre sacs polliniques ont fusionné en deux loges.

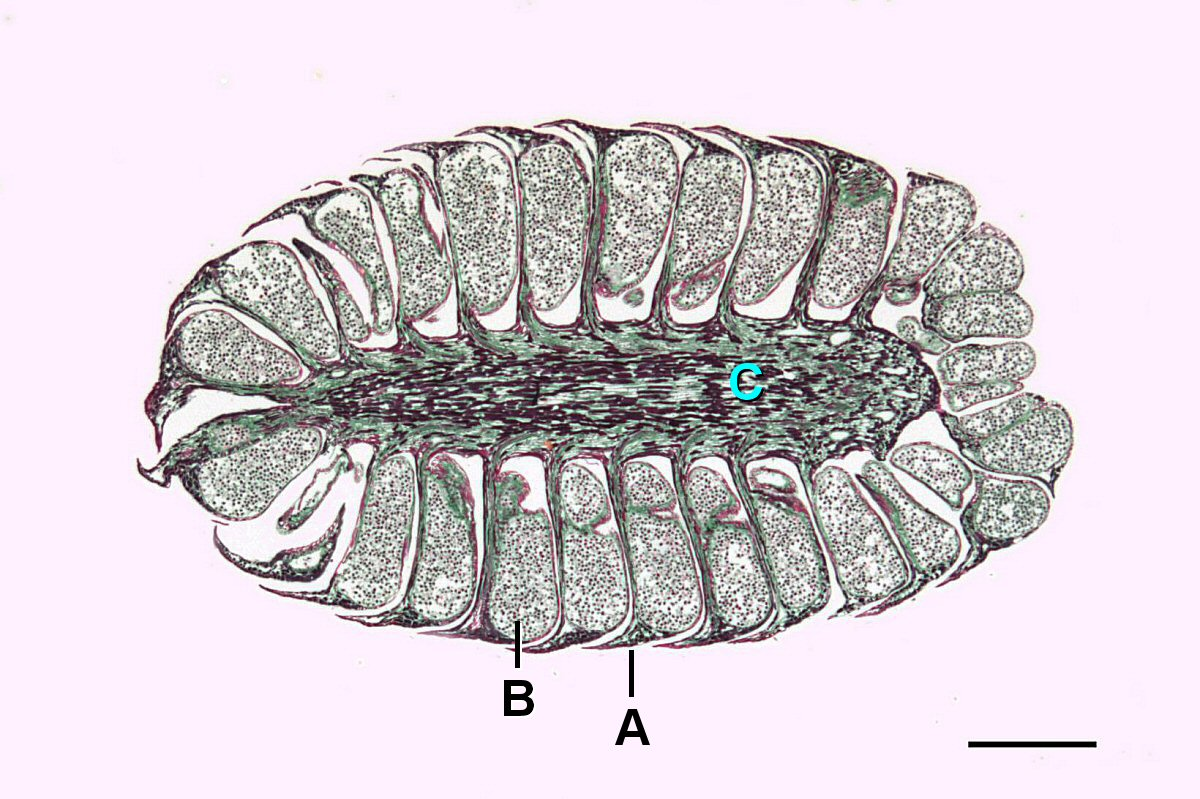
Sur l'axe (C) des cônes mâles du pin, chaque écaille ou feuille sporifère (A) porte de nombreux sacs polliniques (B) sur sa face inférieure.

Le sac pollinique est un microsporange qui, chez les végétaux spermatophytes, renferme les grains de pollen.
Chez les gymnospermes, les cônes mâles sont constitués d'écailles staminées fertiles qui portent sur leur face inférieure des sacs polliniques remplis de pollens et sont, de ce fait, appelée microsporophylles.
Chez les angiospermes, les sacs polliniques ou sporogènes sont quatre massifs de cellules fertiles qui apparaissent au cours du développement de l'anthère. Chacun de ces massifs renferme un massif central d'archéspores fertiles (cellules mères du sac embryonnaire), entouré d'une assise nourricière, le tapis.